# Tour de Toona
El Tour de Toona va ser una competició ciclista per etapes que es disputava pels voltants d'Altoona (Pennsilvània). Es corrien tant en categoria masculina com femenina i va durar del 1987 fins al 2011. Només en dues edicions, 2008 i 2010, es va organitzar com un critèrium o cursa d'un dia.

## Palmarès masculí
| Any  | Vencedor         | Segon               | Tercer              |
| ---- | ---------------- | ------------------- | ------------------- |
| 1987 | Greg Yoder       |                     |                     |
| 1988 | Gunter Shrogen   |                     |                     |
| 1989 | Greg Yoder       |                     |                     |
| 1990 | Julian Dalby     |                     |                     |
| 1991 | Brian McDonough  |                     |                     |
| 1992 | Graeme Miller    |                     |                     |
| 1993 | Scott Mercier    |                     |                     |
| 1994 | Scott Moninger   | Michael Engleman    | Peter Stubenrauch   |
| 1995 | Michael Engleman |                     |                     |
| 1996 | Scott Mercier    | Frank McCormack     | John Peters         |
| 1997 | Norman Alvis     | Frank McCormack     | Scott Moninger      |
| 1998 | Charles Dionne   | Eliott Hubbard      | Jonathan Hamblen    |
| 1999 | David Clinger    | Mark Walters        | Vassili Davidenko   |
| 2000 | Gordon Fraser    | Vassili Davidenko   | John Lieswyn        |
| 2001 | Harm Jansen      | Vassili Davidenko   | Eric Wohlberg       |
| 2002 | Danny Pate       | Matthew DeCanio     | Plamen Kolev        |
| 2003 | Tom Danielson    | Mark Walters        | Christopher Baldwin |
| 2004 | Chris Horner     | John Lieswyn        | Jason McCartney     |
| 2005 | Scott Moninger   | Mark McCormack      | Hugh Moran          |
| 2006 | Serguei Lagutin  | Christopher Baldwin | Andrew Bajadali     |
| 2007 | Karl Menzies     | Rory Sutherland     | Christopher Baldwin |
| 2008 | Luis Amarán      | Tyler Wren          | Kyle Wamsley        |
| 2009 | No disputat      |                     |                     |
| 2010 | Jeremy Grimm     | Phil Gaimon         | Ryan McKinney       |
| 2011 | Scott Lyttle     | Christopher Baldwin | Brett Tivers        |

## Palmarès femení
| Any  | Vencedora              | Segona              | Tercera                       |
| ---- | ---------------------- | ------------------- | ----------------------------- |
| 1987 | Sarah Costanzo         |                     |                               |
| 1988 | Kathy Steel            |                     |                               |
| 1989 | Susan DiBiase          | Nadine Delozier     | Amy McNall                    |
| 1990 | Danute Bankaitis       | Janice Bolland      | Sally Zack                    |
| 1991 | Linda Brenneman        | Jeannie Golay       | Shari Kain-Rodgers            |
| 1992 | Karen Livingston-Bliss | Elizabeth Emery     | Linda Jackson                 |
| 1993 | Eve Stephenson         | Alison Dunlap       | Julie Young                   |
| 1994 | Brooke Blackwelder     | Carol-Ann Bostick   | Elizabeth Emery               |
| 1995 | Phyllis Hines          | Elizabeth Emery     | Louisa Jenkins                |
| 1996 | Linda Jackson          | Laura Charameda     | Karen Brems-Kurreck           |
| 1997 | Deirdre Demet-Barry    | Susannah Pryde      | Elizabeth Emery · Sarah Ulmer |
| 1998 | Kendra Kneeland-Wenzel | Linda Jackson       | Susannah Pryde                |
| 1999 | Anke Moore             | Kathryn Watt        | Christina Redden              |
| 2000 | Lynne Bessette         | Sarah Ulmer         | Tracey Gaudry-Watson          |
| 2001 | Geneviève Jeanson      | Pia Sundstedt       | Rosalind Reekie-May           |
| 2002 | Heather Albert-Hall    | María Luisa Calle   | Jessica Phillips              |
| 2003 | Lynne Bessette         | Geneviève Jeanson   | Karen Bockel                  |
| 2004 | Lynne Bessette         | Susan Palmer-Komar  | Erinne Willock                |
| 2005 | Christine Thorburn     | Annette Beutler     | Kimberly Bruckner Baldwin     |
| 2006 | Kristin Armstrong      | Alexandra Wrubleski | Erinne Willock                |
| 2007 | Kristin Armstrong      | Mara Abbott         | Kori Kelly-Seehafer           |
| 2008 | Laura Van Gilder       | Iona Wynter-Parks   | Jacquelyn Crowell             |
| 2009 | No disputat            |                     |                               |
| 2010 | Catherine Cheatley     | Erica Allar         | Laura Van Gilder              |
| 2011 | Janet Holcomb          | Tara Whitten        | Kathryn Donovan               |